# Green Globe
Green Globe est un label international, conçu pour les professionnels du voyage et du tourisme. 
C’est une certification reconnue par l’Organisation Mondiale du Tourisme et le World Travel and Tourism Council (WTTC) qui récompense et vient couronner les efforts des entreprises de tourisme dans leurs démarches sur les plans sociaux, économiques, culturels mais aussi environnementaux.

## Origines
Green Globe a été créé en 1993 au Royaume-Uni, en tant que programme d’adhésion volontaire. À son commencement, il avait pour but de mettre en application les engagements pris par l’industrie du tourisme au Sommet de la Terre à Rio en 1992, la certification est ainsi née de la démarche agenda 21 et des grands principes du développement durable émanant du ce même sommet. 

## Champs d'actions et critères
La norme internationale de développement durable Green Globe a été appliquée à une grande variété de types d’entreprises, allant de l’hébergement et de l’hôtellerie aux opérateurs de transport et de tourisme, en passant par les salles de conférence et les planificateurs de réunions, ainsi que les sociétés de gestion et de relations publiques.
Il couvre des domaines allant du management du développement durable au soutien des filières locales, en passant par la protection de l'environnement.
Ce programme repose sur un ensemble de 40 thématiques, déclinées en plus de 300 critères obligatoires et optionnels. Cette certification est obtenue après évaluation des performances du développement durable des entreprises du secteur du voyage et du tourisme ainsi que leurs chaînes d'approvisionnement. Elle demande aux entreprises un engagement fort sur le long terme, en justifiant tous les deux ans au cours d'un audit les améliorations qui leur sont notables pour pouvoir conserver leur certification. 

## Finalités
Aujourd’hui, Green globe dispose d’un réseau de partenaires professionnels dans 83 pays. Il existe aussi une Académie Green Globe qui dispense des formations sur le développement durable pour les membres et les autres professionnels. 
C'est le seul référentiel labellisé développement durable et responsabilité sociétale des entreprises existant dans le domaine du tourisme, et commun à tous les acteurs du secteur.